# Heribert Hofmann
Heribert Hofmann (* 1934; † 28. November 2004) war ein deutscher Ringer. Er trat im Weltergewicht an.

## Werdegang
Hofmanns erster größerer Erfolg war der Gewinn der deutschen Jugendmeisterschaft 1952. Deutscher Meister im freien Stil wurde er 1954, 1958 und 1959, im griechisch-römischen Stil 1957. In diesem Stil wurde er 1956 auch deutscher Vizemeister. Seine Hauptkonkurrenten waren damals Lothar Martus aus Frankfurt-Eckenheim, Hans Böse aus Untertürkheim und Mansour Hasrati aus Frankfurt-Eckenheim. Im Qualifikationsturnier für die Olympischen Spiele 1956 siegt er vor Böse und Martus. Für die Spiele nominiert wurde jedoch, offensichtlich aus politischen Gründen, Alfred Tischendorf, Jena/DDR, weil die Verbände aus Ost und West kein Qualifikationsturnier zustande brachten.
Bei Länderkämpfen 1956 gewann Heribert Hofmann gegen Checchini, Frankreich, klar nach Punkten und unterlag den Olympiasiegern Mithat Bayrak, Türkei und Miklós Szilvási, Ungarn, jeweils knapp nach Punkten.
Auch bei der Olympiaqualifikation für die Spiele in Rom 1960 hatte er großes Pech. Nachdem er sich in zwei Ausscheidungsturnieren u. a. gegen Werner Bodamer, Kirchheim und Günter Marischnigg, Annen, der dann in Rom die Silbermedaille gewann, durchgesetzt hatte, musste er aus Verletzungsgründen passen.
Aus Enttäuschung darüber ließ er seine Laufbahn ausklingen, rang aber noch viele Jahre für seinen Verein, den AC Lichtenfels.

## Deutsche Meisterschaften
| Jahr | Platz | Stil | Gewichtsklasse | Ergebnis                                                                  |
| 1954 | 1.    | F    | Welter         | vor Siegmund Bayer, München-Neuaubing u. Hans Böse, Untertürkheim         |
| 1955 | 3.    | F    | Welter         | hinter Mansur Hasrati, Frankfurt-Eckenheim u. Hans Böse                   |
| 1956 | 2.    | GR   | Welter         | hinter Lothar Martus, Frankfurt-Eckenheim u. vor Erich Gehring, Pirmasens |
| 1957 | 1.    | GR   | Welter         | vor Erich Schlemmer, Niederelbert u. Josef Molnar, Düsseldorf-Gerresheim  |
| 1958 | 1.    | F    | Welter         | vor Willi Lohneis, Bamberg u. Hans Böse                                   |
| 1959 | 1.    | F    | Welter         | vor Werner Hoppe, Köllerbach u. Willi Lohneis                             |